# Lucas Blondel
Lucas Blondel (Buenos Aires, 14 de setembro de 1996) é um futebolista argentino com nacionalidade suíça que atua como lateral-direito. Atualmente, joga no Boca Juniors.

## Carreira

### Atlético Rafaela
Nascido em Buenos Aires, Lucas Blondel juntou-se às categorias de base do Atlético Rafaela em meados de 2004, aos sete anos de idade. Ele fez sua estreia pela equipe principal pelo clube no dia 2 de junho de 2016, entrando como substituto em um empate por 2 a 2 com o Ferro Carril Oeste (Com sua equipe vencendo por 3 a 2 na disputa de pênaltis), pela Copa Argentina de 2015–16. marcou seu primeiro gol profissional em 18 de fevereiro de 2018, marcando o segundo de sua equipe na vitória por 2 a 0 sobre o Ferro Carril Oeste, pela Primera B Nacional de 2017–18.

### Tigre
Em 18 de fevereiro de 2021, o Tigre oficializou a contratação de Lucas Blondel, por um contrato de três anos, pois o clube pagou uma taxa de 300.000 de dólares por 70% de seus direitos econômicos. Fez sua estreia pelo clube em 20 de fevereiro, entrando como substituto em um empate em casa por 1 a 1 (Com sua equipe vencendo por 5 a 3 na disputa de pênaltis) com o Alvarado, pela Copa Argentina de 2019–20. Seu primeiro gol pelo clube aconteceu em 10 de junho, marcando o segundo gol de uma vitória sobre o Estudiantes de Caseros por 2 a 1, pela Primera B Nacional de 2021.[carece de fontes?]
Um titular imediato, Lucas Blondel contribuiu com três gols em 28 jogos da Primera B Nacional de 2021, quando o Tigre foi campeão e retornou à primeira divisão.[carece de fontes?]

### Boca Juniors
No dia 20 de julho de 2023, o Boca Juniors anunciou a contratação de Lucas Blondel, que exerceu a cláusula de rescisão de 1.850.000 dólares e assinou um contrato de quatro anos.

## Estatísticas
Atualizado até 20 de julho de 2023.

### Clubes
| Equipe            | Temporada         | Campeonato nacional | Campeonato nacional | Campeonato nacional | Copa nacional[a] | Copa nacional[a] | Copa nacional[a] | Competições continentais[b] | Competições continentais[b] | Competições continentais[b] | Outros torneios[c] | Outros torneios[c] | Outros torneios[c] | Total | Total | Total   |
| Equipe            | Temporada         | Jogos               | Gols                | Assist.             | Jogos            | Gols             | Assist.          | Jogos                       | Gols                        | Assist.                     | Jogos              | Gols               | Assist.            | Jogos | Gols  | Assist. |
| ----------------- | ----------------- | ------------------- | ------------------- | ------------------- | ---------------- | ---------------- | ---------------- | --------------------------- | --------------------------- | --------------------------- | ------------------ | ------------------ | ------------------ | ----- | ----- | ------- |
| Atlético Rafaela  | 2016              | 0                   | 0                   | 0                   | 1                | 0                | 0                | —                           | —                           | —                           | —                  | —                  | —                  | 1     | 0     | 0       |
| Atlético Rafaela  | 2016–17           | 7                   | 0                   | 0                   | 1                | 0                | 0                | —                           | —                           | —                           | —                  | —                  | —                  | 8     | 0     | 0       |
| Atlético Rafaela  | 2017–18           | 22                  | 1                   | 0                   | 1                | 0                | 0                | —                           | —                           | —                           | —                  | —                  | —                  | 23    | 1     | 0       |
| Atlético Rafaela  | 2018–19           | 14                  | 0                   | 0                   | 3                | 0                | 0                | —                           | —                           | —                           | —                  | —                  | —                  | 17    | 0     | 0       |
| Atlético Rafaela  | 2019–20           | 19                  | 3                   | 0                   | 0                | 0                | 0                | —                           | —                           | —                           | —                  | —                  | —                  | 19    | 3     | 0       |
| Atlético Rafaela  | 2020              | 9                   | 1                   | 0                   | 0                | 0                | 0                | —                           | —                           | —                           | —                  | —                  | —                  | 9     | 1     | 0       |
| Atlético Rafaela  | Total             | 71                  | 5                   | 0                   | 6                | 0                | 0                | 0                           | 0                           | 0                           | 0                  | 0                  | 0                  | 77    | 5     | 0       |
| Tigre             | 2021              | 28                  | 3                   | 0                   | 4                | 0                | 0                | —                           | —                           | —                           | —                  | —                  | —                  | 32    | 3     | 0       |
| Tigre             | 2022              | 43                  | 4                   | 0                   | 0                | 0                | 0                | —                           | —                           | —                           | 1                  | 0                  | 0                  | 44    | 4     | 0       |
| Tigre             | 2023              | 18                  | 0                   | 1                   | 0                | 0                | 0                | 5                           | 1                           | 0                           | —                  | —                  | —                  | 23    | 1     | 1       |
| Tigre             | Total             | 89                  | 7                   | 1                   | 4                | 0                | 0                | 5                           | 1                           | 0                           | 1                  | 0                  | 0                  | 99    | 8     | 1       |
| Boca Juniors      | 2023              | 0                   | 0                   | 0                   | 0                | 0                | 0                | 0                           | 0                           | 0                           | 0                  | 0                  | 0                  | 0     | 0     | 0       |
| Boca Juniors      | Total             | 0                   | 0                   | 0                   | 0                | 0                | 0                | 0                           | 0                           | 0                           | 0                  | 0                  | 0                  | 0     | 0     | 0       |
| Total na carreira | Total na carreira | 160                 | 12                  | 1                   | 10               | 0                | 0                | 5                           | 1                           | 0                           | 1                  | 0                  | 0                  | 176   | 13    | 1       |

- a. ^ Jogos da Copa Argentina
- b. ^ Jogos da Copa Libertadores da América e da Copa Sul-Americana
- c. ^ Jogos de outros torneios

## Títulos
Tigre
- Primera B Nacional: 2021